# アムディ・ファイェ
アムディ・ムスタファ・ファイェ（Amdy Moustapha Faye, 1977年3月12日 - ）はセネガル、ダカール出身の元同国代表選手のサッカー選手である。ポジションはMF（センターハーフ）。

## 来歴
2001年にセネガル代表デビュー。2002 FIFAワールドカップのメンバーにも選ばれ、2試合に出場した。アフリカネイションズカップ2006では全試合に出場、4位となった。セネガル代表として通算34試合に出場した。

## 所属クラブ
- オセール 1998-2003
- ポーツマス 2003-2005
- ニューカッスル 2005-2006
- チャールトン 2006-2008

→  レンジャーズ 2007-2008 (loan)
- ストーク・シティ 2008-2010
- リーズ・ユナイテッドFC 2010-2011

## 代表歴

### 出場大会
- セネガル代表
  - 2002 FIFAワールドカップ

### 試合数
- 国際Aマッチ 34試合 0得点（2001年-2006年）[1]

| セネガル代表 | 国際Aマッチ | 国際Aマッチ |
| 年           | 出場        | 得点        |
| ------------ | ----------- | ----------- |
| 2001         | 2           | 0           |
| 2002         | 9           | 0           |
| 2003         | 7           | 0           |
| 2004         | 4           | 0           |
| 2005         | 6           | 0           |
| 2006         | 6           | 0           |
| 通算         | 34          | 0           |